# Кірн
Кірн (нім. Kirn) — місто в Німеччині, розташоване в землі Рейнланд-Пфальц. Входить до складу району Бад-Кройцнах.
Площа — 16,53 км2. Населення становить 8241 ос. (станом на 31 грудня 2020).